# Чарнецкий, Рышард
Рышард Хенрик Чарнецкий (пол. Ryszard Henryk Czarnecki; род. 25 января 1963, Лондон) — польский политик и член Европейского парламента (MEP) от Польши. Является членом партии «Право и справедливость».

## Биография
Родился в 1963 году в Лондоне, в 1981 году закончил лицей в Варшаве. В 1987 году закончил Вроцлавский университет. Участвовал в воссоздании Независимого союза студентов.
До 2008 года он был членом партии «Самооборона».
Он входит в состав комитета Европарламента по иностранным делам,  комитета по конституционным вопросам и является членом делегации по связям со странами Юго-Восточной Европы. Он также член «Группы по Южной Азии», «Южноазиатского форума мира» и «Форума за Белуджистан» в Европейском парламенте.
Возглавляет парламентский комитет по связям ЕС-Россия.
Женат на дочери первого космонавта Польши Мирослава Гермашевского Эмилии.

## Награды
- Медаль Мхитара Гоша (16 февраля 2016 года, Армения) — за значительный вклад в расширение парламентского сотрудничества между Республикой Армения и Европейским Союзом[3]